# Thrichomys pachyurus
Thrichomys pachyurus is een zoogdier uit de familie van de stekelratten (Echimyidae). De wetenschappelijke naam van de soort werd voor het eerst geldig gepubliceerd door Wagner in 1845.